# Paulo Galvão
Paulo Galvão - (Lagos, Algarve, Portugal 1966 -) é um compositor, alaudista, teorbista e guitarrista, em especial, suas composições para guitarra barroca "AdC".